# Беляев, Николай Александрович (юрист)
Никола́й Алекса́ндрович Беля́ев (23 августа 1923, деревня Дор, Ярославская губерния — 1 апреля 2004) — советский и российский правовед, специалист в области уголовного права, криминологии и уголовно-исполнительного права. Доктор юридических наук (1964), почётный профессор СПбГУ (2002), Заслуженный деятель науки Российской Федерации (1999).

## Биография
Родился в крестьянской семье, которая в середине 1920-х годов переехала в Ленинград. В 1940 г. окончил среднюю школу. С началом Великой Отечественной войны был призван в ряды Красной Армии; воевал в 286-й стрелковой дивизии, войну закончил 9 мая 1945 г. в Праге в звании сержанта.
После войны поступил в Ленинградский юридический институт им. М. И. Калинина и окончил его в 1951 г. В 1951—1954 гг. обучался в аспирантуре, в мае 1954 г. досрочно защитил кандидатскую диссертацию, выполненную под руководством профессора М. Д. Шаргородского. С 1954 г. работал на кафедре уголовного права юридического факультета Ленинградского государственного университета. В 1964 г. защитил докторскую диссертацию был избран профессором и заведующим кафедрой уголовного права Ленинградского университета; занимал кафедру более 25 лет. Одновременно в 1961—1964 гг. — заместитель декана юридического факультета по научной работе, в 1968—1973 гг. — проректор по учебной работе. Затем работал профессором кафедры правоохранительных органов и уголовно-исполнительного права Санкт-Петербургского университета МВД России, профессором кафедры уголовного права юридического факультета Санкт-Петербургского государственного университета.

## Научная деятельность
Основное направление научной деятельности — общая и особенная части уголовного права, уголовно-исправительное право.
Подготовил более 30 кандидатов и докторов юридических наук; многие его ученики занимают высокие должности в учебных заведениях и правоохранительных органах. Научно-педагогическая школа кафедры уголовного права юридического факультета СП6ГУ в 1998 г. была включена в число ведущих научных школ России.
Автор около 120 научных работ; под его редакцией издано более 20 учебников, учебных пособий и монографий.

### Основные работы
- Беляев Н. А. Избранные труды. — СПб.: Юрид. центр Пресс, 2003. — 567 с. — 1050 экз. — ISBN 5-94201-214-8.
- Беляев Н. А. О преступлениях против социалистической системы хозяйства по советскому уголовному праву : Автореф. дис. … канд. юрид. наук. — Л., 1954. — 20 с.
- Беляев Н. А. Общественный контроль за деятельностью исправительно-трудовых учреждений и воспитательных колоний. — М.: Госюриздат, 1962. — 73 с. — 7000 экз.
- Беляев Н. А. Предмет советского исправительно-трудового права. — Л.: Изд-во Ленингр. ун-та, 1960. — 62 с. — 4500 экз.
- Беляев Н. А. Уголовно-правовая политика и пути её реализации. — Л.: Изд-во ЛГУ, 1986. — 175 с. — 4636 экз.
- Беляев Н. А. Цели наказания и средства их достижения в исправительно-трудовых учреждениях. — Л.: Изд-во ЛГУ, 1963. — 186 с. — 4800 экз.
- Беляев Н. А. Цели наказания и средства их достижения в исправительно-трудовых учреждениях : Автореф. дис. ... д-ра юрид. наук. — Л., 1963. — 41 с. — 180 экз.
- Беляев Н. А., Анашкин Г. З., Прохоров В. С. и соавт. Курс советского уголовного права / Отв. ред.: Н. А. Беляев, М. Д. Шаргородский. — Л.: Изд-во ЛГУ, 1973. — Т. 3. Часть особенная. — 836 с. — 34 000 экз.
- Беляев Н. А., Бойцов А. И., Водяников Д. П. и соавт. Советское исправительно-трудовое право : [Учеб. для вузов по спец. «Правоведение»] / Под ред. Н. А. Беляева, В. С. Прохорова. — Л.: Изд-во ЛГУ, 1989. — 294 с. — 10 000 экз. — ISBN 5-288-00442-0.
- Беляев Н. А., Волгарева И. В., Кропачев Н. М. и соавт. Криминология : Общ. часть : Учебник : [Для вузов по спец. «Правоведение»]. — СПб.: Изд-во С.-Петерб. ун-та, 1992. — 210 с. — 25 000 экз. — ISBN 5-288-00879-5.
- Беляев Н. А., Домахин С. А., Лейкина Н. С. и соавт. Уголовное право : Часть общая. — М.: Юрид. лит., 1969. — 440 с. — 50 000 экз.
- Беляев Н. А. и соавт. Комментарий к новому уголовному законодательству : Изм. и доп. 1988-1991 гг. — СПб.: ЛЕНКО ; Гангут, 1991. — 77 с. — (Ученые о законах ; Вып. 1). — 20 000 экз.
- Беляев Н. А., Керимов Д. А.-А. Личность и закон. — Л., 1967. — 48 с. — (О-во «Знание» РСФСР, Ленингр. отд-е). — 17 000 экз.
- Беляев Н. А., Осипов П. П. Нет — преступлениям! — Л.: Лениздат, 1972. — 71 с. — (Б-чка правовых знаний). — 56 000 экз.
- Беляев Н. А., Орехов В. В., Прохоров В. С. и соавт. Уголовное право на современном этапе: проблемы преступления и наказания. — СПб.: Изд-во С.-Петерб. ун-та, 1992. — 604 с. — 420 экз. — ISBN 5-283-00624-5. (диплом второй степени в университетском конкурсе научных работ)
- Беляев Н. А., Шаргородский М. Д., Прохоров В. С. и соавт. Советское уголовное право : общая часть : [учебник для вузов по специальности «Правоведение»] / под ред. Н. А. Беляева, М. И. Ковалева. — М.: Юридическая литература, 1977. — 543 с. — 40 000 экз.
- Исправительно-трудовое право : [учебник для юрид. ин-тов и фак.] / Отв. ред. Н. А. Беляев, М. И. Фёдоров. — М.: Юридическая литература, 1971. — 416 с. — 65 000 экз.
- Уголовное право Особенная часть : Учебник [Для вузов по специальности «Правоведение»] : В 2 ч / Под ред. Н. А. Беляева и др.. — СПб.: Изд-во С.-Петерб. ун-та, 1995. — ISBN 5-288-01393-4.

## Общественная деятельность
В 1948—1954 гг. избирался секретарём комитета комсомола, секретарём партийной организации Ленинградского юридического института. Неоднократно избирался секретарём партбюро юридического факультета, членом и заместителем секретаря парткома Ленинградского университета.
Избирался депутатом Василеостровского районного Совета Ленинграда.
Был председателем Головного Совета по юридическим наукам Министерства общего и профессионального образования России, ответственным редактором серии по гуманитарным наукам журнала «Вестник Санкт-Петербургского университета».

## Награды и признание
- орден Отечественной войны II степени
- орден «Знак Почёта» (1971)
- две медали «За отвагу»
- медаль «За боевые заслуги»
- медаль «За оборону Ленинграда»
- медаль «За освобождение Праги»
- медали
- Почётная грамота Президиума Верховного Совета РСФСР
- Заслуженный деятель науки Российской Федерации (апрель 1999)
- почётный профессор Санкт-Петербургского государственного университета (2005).